# Colin Bateman

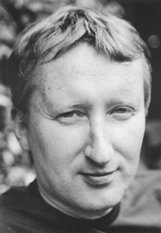
Colin Bateman

Colin Bateman (* Juni 1962 in Newtownards, County Down, Nordirland) ist ein nordirischer Schriftsteller und Krimiautor.

## Leben
Bateman wuchs im nordirischen Bangor auf, wo er die Ballyholme Primary School und die Bangor Grammar School bis zum Alter von 16 Jahren besuchte. Danach arbeitete er für die Wochenzeitschrift County Down Spectator. 1992 schrieb er sein Erstwerk Divorcing Jack, welches erst zwei Jahre später bei HarperCollins veröffentlicht wurde und 1994 den Betty Trask Award gewann. Mit der Publikation erschuf er den Protagonisten Dan Starkey, einen Belfaster Journalisten, der in weiteren Büchern als Hauptakteur (Of Wee Sweetie Mice and Men, Turbulent Priests, Shooting Sean, The Horse With My Name, Driving Big Davie und Belfast Confidential) auftritt. Eine weitere Serienfigur entstand 2002 mit Martin Murphy, der in den Büchern Murphy’s Law und Murphy’s Revenge auftritt und dem die britische Fernsehserie Murphy’ Law auf BBC One  (2001–2007, 23 Episoden) mit James Nesbitt als Hauptdarsteller gewidmet war.

## Werke
- Divorcing Jack (1994), dt.: Eine Nonne war sie nicht. Übersetzt von Michael Kubiak, Bastei Lübbe Verlag, ISBN 3-404-13790-6
- Cycle of Violence (1995)
- Of Wee Sweetie Mice and Men (1996), dt.: Der Engel mit der Rosenschere (1997). Übersetzt von Karsten Singelmann, Bastei Lübbe Verlag, ISBN 3-404-13898-8
- Empire State (1997), dt.: Nachtwächter im Empire State (1998). Übersetzt von Karsten Singelmann, Bastei Lübbe Verlag, ISBN 3-404-13995-X
- Maid of the Mist (1999)
- Turbulent Priests (1999)
- Shooting Sean (2001)
- Mohammed Maguire (2001)
- Wild About Harry (2001)
- Murphy’s Law (2002)
- The Horse With My Name (2003)
- Chapter And Verse (2003)
- Reservoir Pups (Eddie and the Gang with No Name: Book One) (2003)
- Driving Big Davie (2004)
- Bring Me the Head of Oliver Plunkett (Eddie and the Gang with No Name: Book Two) (2004)
- Murphy’s Revenge (2005)
- Belfast Confidential (2005)
- The Seagulls have Landed (Eddie and the Gang with No Name: Book Three) (2005)
- I Predict A Riot (2007)
- Orpheus Rising (2008)
- Titanic 2020 (2007), dt.: Titanic 2020: rette sich, wer kann! (2009). Übersetzt von Christian Dreller, S. Fischer Verlag, ISBN 978-3-596-85307-6
- Titanic 2020: Cannibal City (2008)
- Mystery Man (2009), dt.: Ein Mordsgeschäft (2011). Übersetzt von Alexander Wagner, Heyne Verlag, ISBN 978-3-453-43535-3
- The Day of the Jack Russell (2009)
- Dr. Yes (2010)
- Nine Inches (2011)
- Fire and Brimstone (2014)